# Tomáš Krystlík
Tomáš Krystlík (9. února 1947 Praha – 30. prosince 2022) byl česko-německý spisovatel a žurnalista. Je autorem množství článků a esejí zaměřených na otázky československých dějin, česko-německých vztahů a vysídlení německého obyvatelstva z pohraničí (Sudety) po druhé světové válce.

## Vzdělání a život
Absolvoval pražskou Střední průmyslovou školu spojové techniky v Praze, kde maturoval v roce 1966. V roce 1978 obhájil na Katedře psychologie práce a řízení Filozofické fakulty Univerzity Karlovy v Praze magisterskou diplomovou práci s názvem Příspěvek k možnostem aplikace psychologické racionalizace práce.
Přispíval do řady česky psaných exilových periodik a pracoval pro Rádio Svobodná Evropa do doby přemístění stanice z Mnichova do Prahy. Do srpna 2011 byl šéfredaktorem internetového CS-magazínu vydávaného Rossem Hedvíčkem. Přispíval také do Britských listů.

## Dílo

### Publikace
- Zamlčené dějiny 1 (Zamlčené dějiny 1918, 1938, 1948, 1968), Beta Books, Praha 2008, ISBN 978-80-87197-06-6, vyšlo také v němčině (překlad z češtiny Mathilde Najdek, vydavatel Sdružení sudetoněmeckých učitelů a vychovatelů se sídlem v Mnichově) pod titulem
Verschwiegene Geschichte – Zamlčené dějiny 1918, 1938, 1948, 1968, Band I, Herausgegeben von der Arbeitsgemeinschaft Sudetendeutscher Lehrer und Erzieher, Heimatkreis Mies-Pilsen, Dinkelsbühl 2009, ISBN 3-9812414-3-6, ISBN 978-3-9812414-3-3
- Zamlčené dějiny 2, Beta Books, Praha 2010, ISBN 978-80-87197-29-5
- Co v českém dějepisu chybí, Paprsek, Praha 2016, ISBN 978-80-904552-4-5
- Malý opravník historických lží, Paprsky, Praha 2020, ISBN 999-00-020-4926-2

## Kritika tvorby
Jeho články i knihy jsou předmětem kritiky zpochybňující jejich nezaujatost a historickou přesnost. Za knihu Zamlčené dějiny jej kritizovala Věra Olivová, opakovaně jej kritizoval například vojenský historik Pavel Šrámek. Dalším kritikem je novinář Otto Drexler.